# Северо-запад штата Сеара (мезорегион)

Северо-запад штата Сеара на карте.

Северо-запад штата Сеара (порт. Mesorregião do Noroeste Cearense) — административно-статистический мезорегион в Бразилии, входит в штат Сеара. Население составляет 1 326 771 человек (на 2010 год). Площадь — 34 527,139 км². Плотность населения — 38,43 чел./км².

## Демография
Согласно сведениям, собранным в ходе переписи 2010 г. Национальным институтом географии и статистики (IBGE), население мезорегиона составляет:
| Полное население                            | Полное население                            | Полное население                            | Полное население                            | 1 326 771 |
| ------------------------------------------- | ------------------------------------------- | ------------------------------------------- | ------------------------------------------- | --------- |
| в том числе:                                | Городское население                         | 787 722                                     | Процент городского населения, %             | 59,37     |
|                                             | Сельское население                          | 539 049                                     | Процент сельского населения, %              | 40,63     |
|                                             | Мужское население                           | 660 239                                     | Процент мужского населения, %               | 49,76     |
|                                             | Женское население                           | 666 532                                     | Процент женского населения, %               | 50,24     |
| Плотность населения, чел/км²                | Плотность населения, чел/км²                | Плотность населения, чел/км²                | Плотность населения, чел/км²                | 38,43     |
| Население мезорегиона в % к населению штата | Население мезорегиона в % к населению штата | Население мезорегиона в % к населению штата | Население мезорегиона в % к населению штата | 15,70     |

## Статистика
- Валовой внутренний продукт на 2003 составляет 3 067 555 094,00 реалов (данные: Бразильский институт географии и статистики).
- Валовой внутренний продукт на душу населения на 2003 составляет 2486,69 реалов (данные: Бразильский институт географии и статистики).
- Индекс развития человеческого потенциала на 2000 составляет 0,629 (данные: Программа развития ООН).

## Состав мезорегиона
В мезорегион входят следующие микрорегионы:
1. Ибиапаба
2. Меруока
3. Кореау
4. Ипу
5. Санта-Китерия
6. Собрал
7. Литорал-ди-Камосин-и-Акарау